# Нејтан Твининг
Нејтан Твининг (енгл. Nathan Farragut Twining; Монро, 11. октобар 1897 – Ваздухопловна база Локланд, 29. март 1982) је био амерички ваздухопловни генерал и начелник штаба Америчког ратног ваздухопловства од 1953. до 1957. године и председавајући Заједничког штаба начелника од 1957. до 1960. године.

## Чинови
| Ознака | Чин                 | Датум               |
| ------ | ------------------- | ------------------- |
| None   | Редов               | 1915                |
|        | Каплар              | 19. јун 1916        |
|        | Наредник            | 25. март 1917       |
|        | Водник прве класе   | 1917                |
| Нема   | Кадет               | 14. јун 1917.       |
| Нема   | Потпоручник         | 1. новембар 1918.   |
|        | Поручник            | 1. јануар 1920.     |
|        | Second lieutenant   | 15. децембар 1922.  |
|        | First lieutenant    | 20. новембар 1923.  |
|        | First lieutenant    | 16. новембар 1926.  |
|        | Капетан             | 1. август 1935.     |
|        | Мајор               | 1. јул 19140.       |
|        | Потпуковник         | 15. септембар 1941. |
|        | Пуковник            | 1. фебруар 1942.    |
|        | Бригадни генерал    | 17. јун 1942.       |
|        | Генерал-мајор       | 5. фебруар 1943.    |
|        | Генерал-потпуковник | 5. јун 1945.        |
|        | Бригадни генерал    | 18. јул 1946.       |
|        | Генерал-мајор       | 19. фебруар 1948.   |
|        | Генерал             | 30. јун 1953.       |